# Wallace B. Smith
Wallace Bunnell Smith (ur. 29 lipca 1929, zm. 22 września 2023) – amerykański duchowny, syn proroka W. Wallace Smitha. Prezydent-Prorok Zreorganizowanego Kościoła Jezusa Chrystusa Świętych w Dniach Ostatnich (obecnie: Społeczności Chrystusa) w latach 1978–1996. Został mianowany następcą przez swego ojca w 1976 i konfirmowany na to stanowisko dwa lata później.
Prezydentura Wallace B. Smitha była znamienna w dziejach Kościoła, ze względu na budowę Świątyni Independence, światowej centrali Kościoła oraz pierwszego w historii tej denominacji wyświęcenia kobiety do kapłaństwa. Jako pierwszy podniósł kwestię zmiany nazwy Kościoła podczas Światowego Synodu Przywództwa Kościoła w 1994, choć wniosek ten przyjęto dopiero podczas Światowej Konferencji w 2000.
W 1995 Smith wyznaczył na swojego następcę W. Granta McMurraya i odszedł na emeryturę rok później. Podobnie jak jego ojciec, nazywany był od tego czasu Prezydentem-Emerytem.